# Castelo do Piauí (ort)
Castelo do Piauí är en ort i Brasilien.   Den ligger i kommunen Castelo do Piauí och delstaten Piauí, i den östra delen av landet, 1 400 km nordost om huvudstaden Brasília. Castelo do Piauí ligger 241 meter över havet och antalet invånare är 8 589.
Terrängen runt Castelo do Piauí är huvudsakligen platt. Castelo do Piauí ligger nere i en dal. Runt Castelo do Piauí är det glesbefolkat, med 8 invånare per kvadratkilometer.. Det finns inga andra samhällen i närheten.
Omgivningarna runt Castelo do Piauí är huvudsakligen savann.